# Камберленд (Огайо)
Камберленд (англ. Cumberland) — селище (англ. village) в США, в окрузі Гернсі штату Огайо. Населення — 317 осіб (2020).

## Географія
Камберленд розташований за координатами 39°51′12″ пн. ш. 81°39′31″ зх. д. / 39.85333° пн. ш. 81.65861° зх. д. (39.853281, -81.658723).  За даними Бюро перепису населення США в 2010 році селище мало площу 1,26 км², уся площа — суходіл.

## Демографія
Згідно з переписом 2010 року, у селищі мешкало 367 осіб у 132 домогосподарствах у складі 101 родини. Густота населення становила 292 особи/км².  Було 155 помешкань (123/км²).
Расовий склад населення:
| - 94,3 % — білих - 2,2 % — чорних або афроамериканців - 0,3 % — азіатів - 1,1 % — осіб інших рас |

До двох чи більше рас належало 2,2 %. Частка іспаномовних становила 1,6 % від усіх жителів.
За віковим діапазоном населення розподілялося таким чином: 25,3 % — особи молодші 18 років, 60,3 % — особи у віці 18—64 років, 14,4 % — особи у віці 65 років та старші. Медіана віку мешканця становила 37,6 року. На 100 осіб жіночої статі у селищі припадало 96,3 чоловіків;  на 100 жінок у віці від 18 років та старших — 97,1 чоловіків також старших 18 років.
Середній дохід на одне домашнє господарство  становив 47 186 доларів США (медіана — 48 750), а середній дохід на одну сім'ю — 51 105 доларів (медіана — 51 750). Медіана доходів становила 35 938 доларів для чоловіків та 22 083 долари для жінок. За межею бідності перебувало 25,5 % осіб, у тому числі 39,7 % дітей у віці до 18 років та 0,0 % осіб у віці 65 років та старших.
Цивільне працевлаштоване населення становило 177 осіб. Основні галузі зайнятості: освіта, охорона здоров'я та соціальна допомога — 28,8 %, виробництво — 14,1 %, будівництво — 9,6 %, транспорт — 9,0 %.